# Ruiter (stellage)

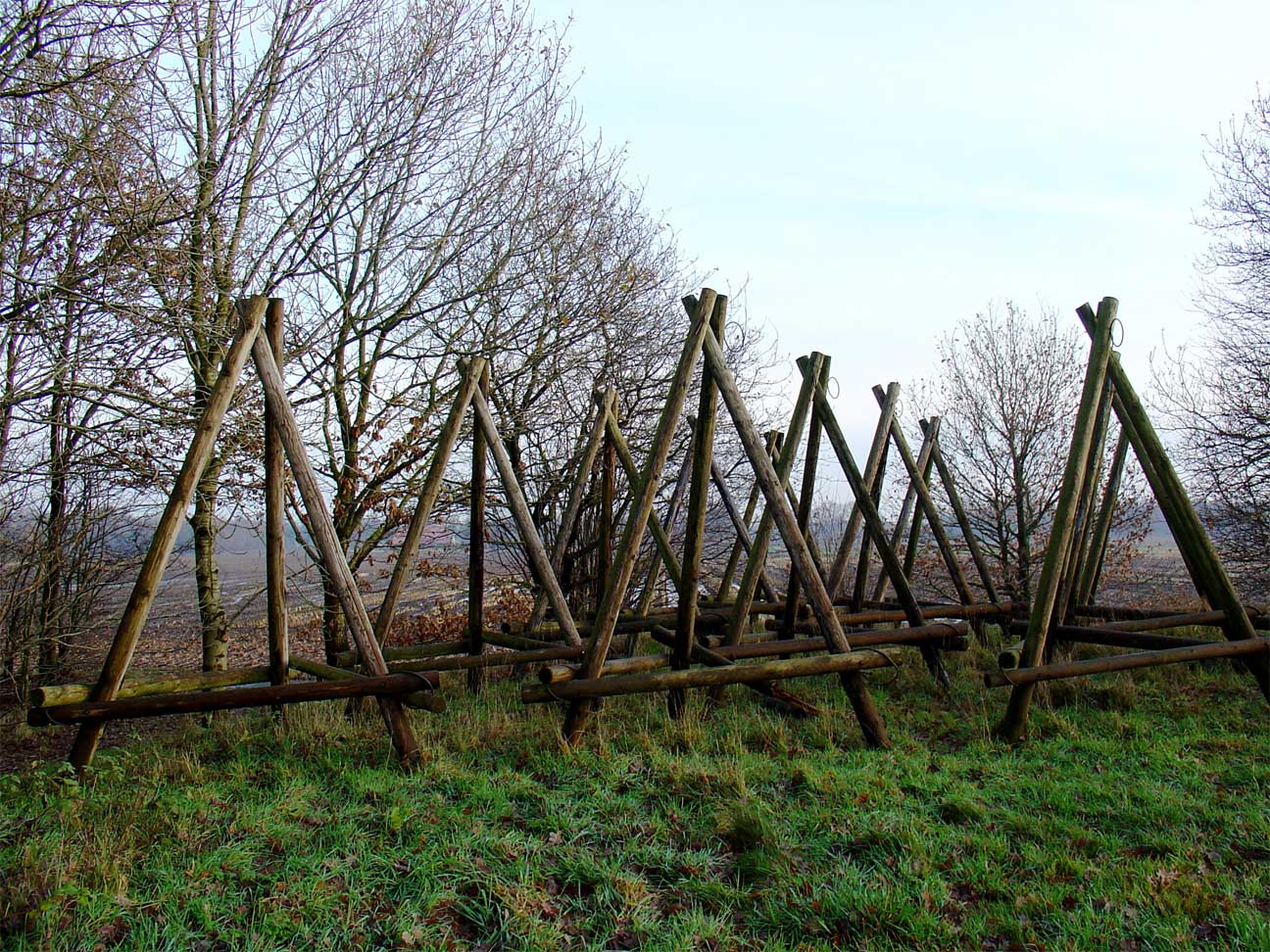
Kunstzinnige opstelling van ruiters zonder gewas

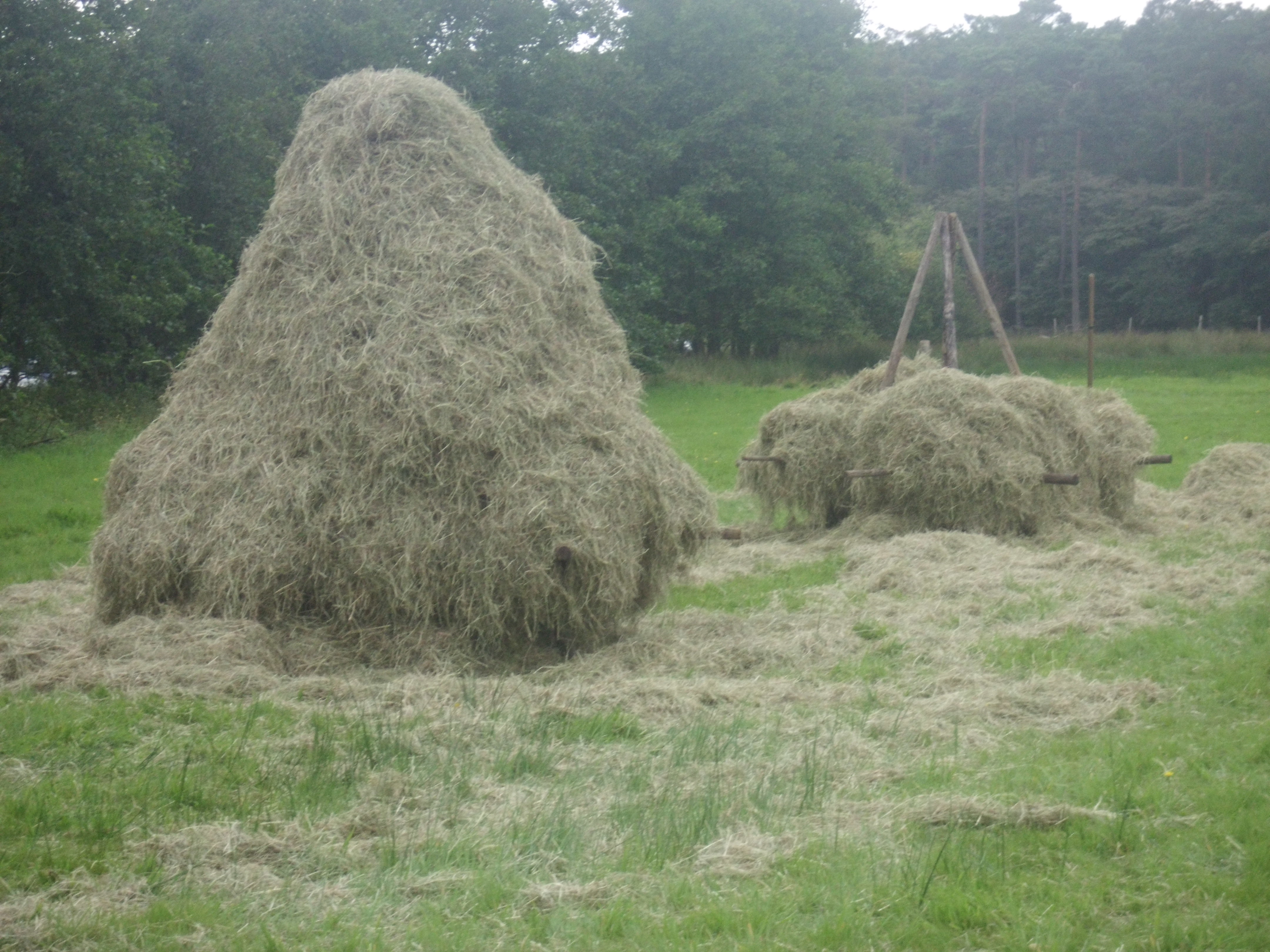
Hooiruiters - opbouw

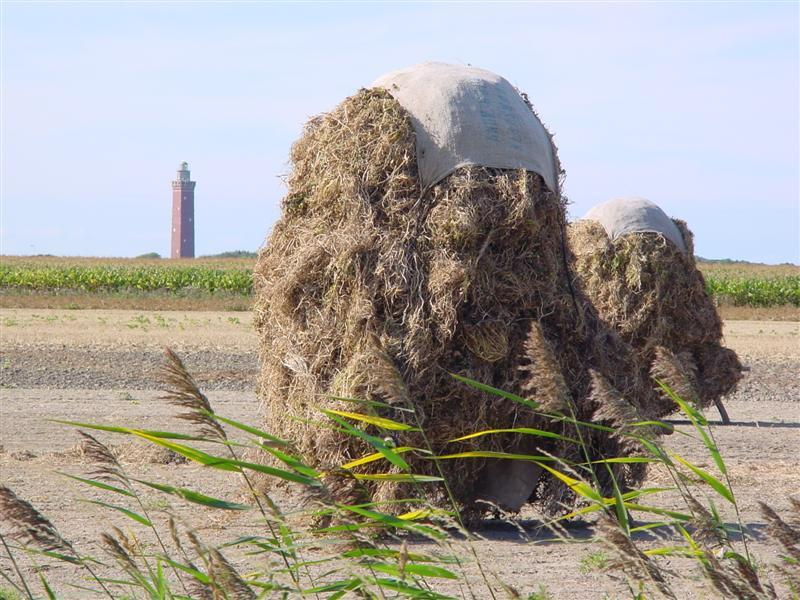
Een typisch Ouddorps landschap met ruiters

Een ruiter is een stellage met drie of vier poten en daartussen dwarsliggers voor het op het veld verder drogen van al enige tijd ervoor geoogst gras, vlas, peulvruchten of andere zaadplanten. Sommige producten, zoals hooi, worden op deze stellages ook wel langer bewaard.
Ruiters zijn meestal vervaardigd uit houten palen. Op dwarsverbindingen tussen de poten kan het gewas los worden opgetast om te drogen. Doordat het geoogste materiaal vrij van de grond hol opgestapeld wordt droogt het in zon en wind beter dan wanneer het op het land zou blijven liggen.
De staande palen worden aan een zijde aan elkaar bevestigd en in piramidevorm geplaatst, aan de basis staan ze niet meer dan een meter uit elkaar. Drie of vier dwarspalen worden er op ongeveer vijftig centimeter boven de bodem in een hoefijzervormige draaghaak horizontaal tegenaan gelegd. Ze steken zo'n vijftig centimeter buiten de opstelling om in een goed platform voor het optassen of ruiteren van het gewas te voorzien. De top van een volgezette ruiter wordt soms met een zeiltje afgedekt tegen regen en wind.
Een minder arbeidsintensieve werkwijze is het opperen, het gewas wordt dan voor enige tijd in hopen bijeengebracht zonder dat van een hulpconstructie gebruik wordt maakt.

## Externe link

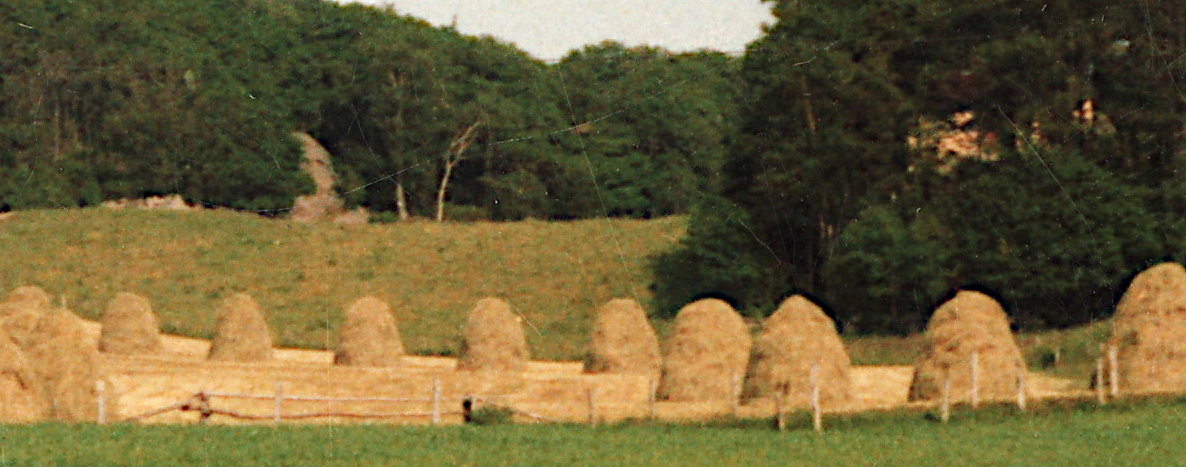
Hooiruiters in Zweden (1987)